# Dies de tro
Dies de tro (títol original en anglès, Days of Thunder) és una pel·lícula estatunidenca del 1990 dirigida per Tony Scott i protagonitzada per Tom Cruise, Nicole Kidman, Robert Duvall, Randy Quaid i Cary Elwes.

## Argument
En Cole Trickle, un jove pilot novell de curses, es converteix en el preferit pel públic de la NASCAR per les seves reiterades victòries, guiat pel seu instructor i el seu gran amic Harry Hogge. Fins que té un accident seriós contra un rival, Rowdy Burns, cosa que el deixa gairebé en coma. Tanmateix, sense dificultats torna a les pistes, però perdent la confiança en si mateix, cosa que li dificulta tractar de posicionar-se entre els altres rivals. Durant la seva estada a l'hospital, coneix la doctora Claire Lewicki, de qui s'enamora, tot i que al principi la va confondre amb una noia sexi vestida de policia, a la qual els seus companys d'equip van fer-li una broma simulant que eren detinguts per transportar il·legalment alcohol.
Durant les curses, abans del greu accident que gairebé el mata, brega amb un rival que al començament considera el seu pitjor enemic, Rowdy Burns, però durant el transcurs de la història es converteix en un amic per conveniència, atès que ell no es recupera totalment de l'accident, li demana fer anar el seu cotxe de cursa, obligat a guanyar en els primers tres llocs; altrament, en Rowdy perdrà el cotxe així com el seu patrocinador. En Cole, convençut que podrà aconseguir-ho, accepta la demanda del seu rival, tot i que ell en el fons no ho fa per en Rowdy, sinó per les seves ganes de tornar a córrer i a perdre la por de la velocitat.

## Repartiment
- Robert Duvall
- Nicole Kidman
- Randy Quaid
- Cary Elwes
- Michael Rooker
- John C. Reilly
- Tom Cruise
- Don Simpson

## Premis i nominacions
Nominacions
- 1992. Oscar al millor so per Charles M. Wilborn, Donald O. Mitchell, Rick Kline i Kevin O'Connell